# David Marciano
Pour les articles homonymes, voir Marciano.
Ne doit pas être confondu avec David Marciano (joueur d'échecs).
David Marciano est un acteur américain né le 7 janvier 1960 à Newark, New Jersey (États-Unis).

## Filmographie

### Cinéma
- 1988 : Hellbent
- 1989 : Les Nuits de Harlem (Harlem Nights) : Tony
- 1989 : L'Arme fatale 2 (Lethal Weapon 2) de Richard Donner : Cop #1
- 1999 : Dark Spiral : A.D.
- 2004 : De pères en fils (Around the Bend) : Detective
- 2006 : Chicken Man : Man
- 2022 : Good Doctor : Le père de Cody
- 2023 : Ezra de Tony Goldwyn

### Télévision
- 1987 : Wiseguy (Un flic dans la mafia)(TV) : Lorenzo Steelgrave - Episode: "The Loose Cannon"
- 1988Street of Dreams (TV) : Bando
- 1988 : Police Story: Gladiator School (TV) : Monte Fontaine
- 1989 : Kiss Shot (TV) : Rick Powell
- 1991 : Guerres privées ("Civil Wars") (série télévisée) : Jeffrey Lassick
- 1993 : Gypsy (TV)
- 1994 : Visions criminelles (Eyes of Terror) (TV) : Kenneth Burch
- 1994 : Un tandem de choc  (Due South) (TV) : Det. Ray Vecchio
- 1997 : Le Dernier Parrain (The Last Don) de Graeme Clifford (feuilleton TV) : Giorgio Clericuzio
- 1998 : [he Last Don II (feuilleton TV) : Giorgio Clericuzio
- 1999 : Kilroy (TV) : Carl
- 2000 : Nash Bridges (saison 6 épisode 1) : Jimmy Bangs
- 2005 - 2008 : The Shield (TV) : Inspecteur Steve Billings
- 2009 : Dr House (saison 6 épisode 4)
- 2010 : Lie to Me (saison 2 épisode 19)
- 2011-2013 : Homeland (série télévisée)
- 2012 : Criminal Minds: Suspect Behavior (saison 1)
- 2013 : New York, unité spéciale : Richard Purcell (saison 14, épisode 18)
- 2016 : Shooter (série télévisée) : agent John Renlow